# 卡拉 (康塔尔省)
卡拉（法語：Carlat，法語發音：[kaʁla]）是法国康塔尔省的一个市镇，位于该省西南部，属于欧里亚克区。卡拉曾是馬略卡王國国王海梅一世的下属封地之一，亦曾是内穆尔公爵雅克·德·阿马尼亚克的首府。当地的“卡拉峭壁”（Rocher de Carlat）风景如画，始建于839年的卡尔拉城堡即坐落于崖上。

## 地理
卡拉（44°53'21"N, 2°34'0"E）面积20.88 平方千米，位于法国奥弗涅-罗讷-阿尔卑斯大区康塔爾省，该省份为法国中南部省份，位于法國中央高原中心，北起科雷兹省、上盧瓦爾省和多姆山省，西接洛特省和科雷兹省，南至阿韦龙省和洛特省，东临上盧瓦爾省和洛泽尔省。
与卡拉接壤的市镇（或旧市镇、城区）包括：巴达亚克、克罗德罗内斯屈埃、拉布鲁斯、圣艾蒂安德卡拉、韦扎克。

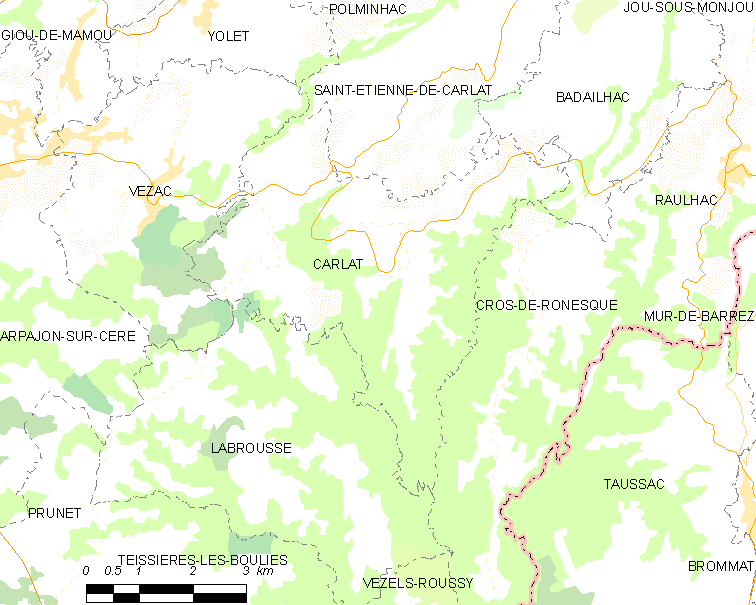
的OSM定位图

卡拉的时区为UTC+01:00、UTC+02:00（夏令时）。

## 行政
卡拉的邮政编码为15130，INSEE市镇编码为15028。

## 政治
卡拉所属的省级选区为塞尔河畔维克县。

## 人口

1962-2008年间人口变化图示

卡拉于2022年1月1日时的人口数量为390人。